# كاستليوني دل لاغو
كاستليوني دل لاغو (بالإيطالية: Castiglione del Lago)‏ هي بلدية في مقاطعة بيرودجا في إقليم أومبريا في إيطاليا.

## السكان
في سنة 1861 بلغ عدد السكان 9٬698 نسمة، وتطور العدد ليصل في سنة 2011 لـ 15٬422 نسمة.
يظهر هذا المخطط البياني تطور النمو السكاني لـ كاستليوني دل لاغو

## توأمة
لكاستليوني دل لاغو اتفاقيات توأمة مع كل من:
- تراب
- لمبالا
- Kopřivnice [الإنجليزية]‏

## أعلام
- ايروس كابتشي
- فرانكو راسيتي
- أندريا أنتونيلي
- لورا شياتي
- ستيفانو أوكاكا